# Lepidotheca tenuistylus
Lepidotheca tenuistylus is een hydroïdpoliep uit de familie Stylasteridae. De poliep komt uit het geslacht Lepidotheca. Lepidotheca tenuistylus werd in 1942 voor het eerst wetenschappelijk beschreven door Broch. 